# Grabkiste an der Løvel Vandmølle
Die Grabkiste an der Løvel Vandmølle liegt unweit des Møllevej, etwa einen Kilometer westlich der Wassermühle nahe der A13, etwa 10 km nördlich von Viborg in Jütland in Dänemark. Die für die jütländische Nordregion (besonders Himmerland und Vendsyssel) typische Grabkiste stammt aus der römischen Eisenzeit (in Mitteleuropa „Römische Kaiserzeit“ von Christi Geburt bis zum Beginn der Völkerwanderung 375). 
Die etwa 3,0 m lange und 1,5 m breite Grabkiste, ist aus 26 Tragsteinen. in zwei Schichten verlegt, errichtet. Die drei Decksteine sind erhalten. Die Kiste lag unter einem Hügel. Die Funde, darunter eine Satz Töpferware befinden sich im Dänischen Nationalmuseum (dänisch Nationalmuseet) in Kopenhagen.